# Bicskei járás
A Bicskei járás Fejér vármegyéhez tartozó járás Magyarországon, amely 2013-ban jött létre. Székhelye Bicske. Területe 578,25 km², népessége 35 668 fő, népsűrűsége 62 fő/km². Két város (Bicske és Csákvár), egy  nagyközség (Etyek) valamint 12 község tartozik hozzá.
A Bicskei járás a járások 1983-as megszüntetése előtt is létezett. 1948-ban helyezték Bicskére a Váli járás székhelyét, és nevét ennek megfelelően módosították, megszűnésére pedig 1983 végén, az összes magyarországi járás megszüntetésekor került sor.
2015. január 1-én a Bicskei járáshoz csatolták az addig a Székesfehérvári járáshoz tartozó Gánt községet.

## Települései
| Település    | Rang (2013. július 15.) | Kistérség (2013. január 1-ig) | Népesség (2019. január 1.) | Terület (km²) | Régi járás (2015. január 1-ig) |
| ------------ | ----------------------- | ----------------------------- | -------------------------- | ------------- | ------------------------------ |
| Bicske       | járásszékhely város     | Bicskei                       | 11 497                     | 77,08         | –                              |
| Csákvár      | város                   | Bicskei                       | 5 339                      | 118,76        | –                              |
| Alcsútdoboz  | község                  | Bicskei                       | 1 453                      | 50,71         | –                              |
| Bodmér       | község                  | Bicskei                       | 240                        | 7,17          | –                              |
| Csabdi       | község                  | Bicskei                       | 1 267                      | 17,02         | –                              |
| Etyek        | nagyközség              | Bicskei                       | 4 136                      | 53,27         | –                              |
| Felcsút      | község                  | Bicskei                       | 1 871                      | 22,02         | –                              |
| Gánt         | község                  | Bicskei                       | 859                        | 58,15         | Székesfehérvári                |
| Mány         | község                  | Bicskei                       | 2 432                      | 44,72         | –                              |
| Óbarok       | község                  | Bicskei                       | 799                        | 19,26         | –                              |
| Szár         | község                  | Bicskei                       | 1 719                      | 22,63         | –                              |
| Tabajd       | község                  | Bicskei                       | 948                        | 26,57         | –                              |
| Újbarok      | község                  | Bicskei                       | 444                        | 1,49          | –                              |
| Vértesacsa   | község                  | Bicskei                       | 1 753                      | 36,19         | –                              |
| Vértesboglár | község                  | Bicskei                       | 911                        | 23,21         | –                              |

## Története
2015. január 1-vel Gánt a Székesfehérvári járásból a Bicskei járáshoz került.